# جزم مخطط
جزم مخطط (الاسم العلمي: Carpodacus rubicilloides) (بالإنجليزية: Streaked Rosefinch)‏ هو نوع من الطيور يتبع جنس الجزم من فصيلة الشرشوريات.